# نادي لينفيلد
نادي لينفيلد لكرة القدم (بالإنجليزية: Linfield Football and Athletic Club)‏ نادي كرة قدم أيرلندي شمالي يلعب في دوري الدرجة الممتازة . تم تأسيس النادي في سنة 1886